# Middelste zaagbek
De middelste zaagbek (Mergus serrator) is een vogel uit de familie van de eendachtigen (Anatidae). De wetenschappelijke naam van de soort werd in 1758 gepubliceerd door Carl Linnaeus. Hij verwees daarbij naar eerdere beschrijvingen door Conrad Gesner, Ulisse Aldrovandi, Francis Willughby en John Ray, en naar zijn eigen Fauna svecica, waar dezelfde referenties te vinden zijn, en een uitgebreidere beschrijving. De naam 'serrator' is Latijn voor 'zager', iemand die zaagt. Willughby en Ray noemden de soort 'Mergus cirratus', hetgeen 'met krullen' of 'met kroeshaar' betekent.

## Veldkenmerken
De volwassen vogel is 52–58 cm lang met een spanwijdte 67–82 cm. Hij heeft een stekelige kuif en een lange, dunne rode snavel met randen waarop kleine tandjes zitten. Het volwassen mannetje heeft een donkerblauw-zwarte kop met een groene glans, een witte hals met een roestbruine borst. Hij is zwart op de rug en wit van onder. Het volwassen vrouwtje heeft een roestbruine kop en een grijsachtig achterlijf. Jonge vogels zien eruit als de vrouwtjes, maar ze missen de witte kraag en hebben minder wit op de vleugels.
De middelste zaagbek is iets kleiner dan de grote zaagbek. Verder verschilt het volwassen mannetje van deze soort met dat van de grote zaagbek door zijn stekelige kuif en bruine borst. De grote zaagbek heeft een volledig witte borst en heeft niet zo'n kuif.

## Leefwijze
Ze eten voornamelijk kleine visjes, maar ook waterinsecten, schaaldieren en kikkers.

## Voorkomen
Middelste zaagbekken komen als broedvogel voor in zoetwatermeren en rivieren in noordelijk Noord-Amerika, Groenland, Europa en Azië. Ze nestelen op beschutte plaatsen op de grond in de buurt van water. Het is een trekvogel die overwintert aan de kusten zuidelijk van het broedgebied (zie kaartje).

### Voorkomen in Nederland
De middelste zaagbek is in Nederland een uiterst schaarse broedvogel en staat daarom als gevoelig op de Nederlandse Rode Lijst. Tussen 1900 en 1950 waren drie broedgevallen bekend. Tussen 1950 en 1977 werden wat meer broedgevallen waargenomen, vooral op de Waddeneilanden. De vogel werd in 1977 broedend aangetroffen in het Deltagebied (Zeeland) en tussen die datum en 1997 liep het aantal waargenomen broedvogels (vaak vrouwtjes met jongen) op tot boven de dertig.
Volgens SOVON waren er in 2020 tussen de 40 en 60 broedparen, voornamelijk in het Deltagebied en enkele in het Waddengebied.
De soort staat als niet bedreigd op de internationale Rode Lijst van de IUCN maar valt wel onder de bescherming van het AEWA-verdrag.

## Status
De grootte van de populatie is in 2016 geschat op 495-605 duizend vogels. Op de Rode lijst van de IUCN heeft deze soort de status niet bedreigd.